# Distretto di Kitob
Il distretto di Kitob è uno dei 13 distretti della Regione di Kashkadarya, in Uzbekistan. Il capoluogo è Kitob.